# Constant Permeke

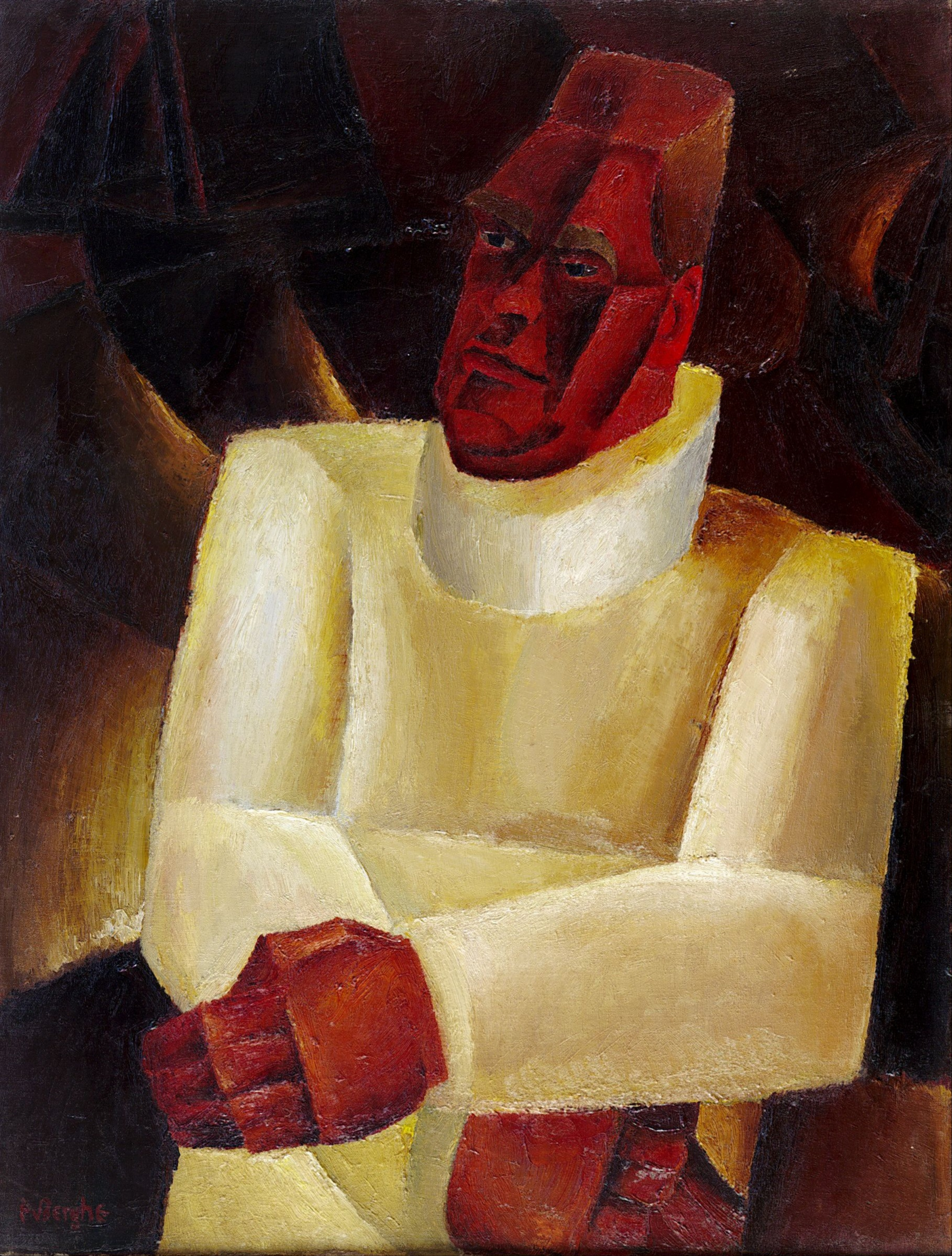
Constant Permeke arcképe – Frits Van den Berghe festménye (1923)

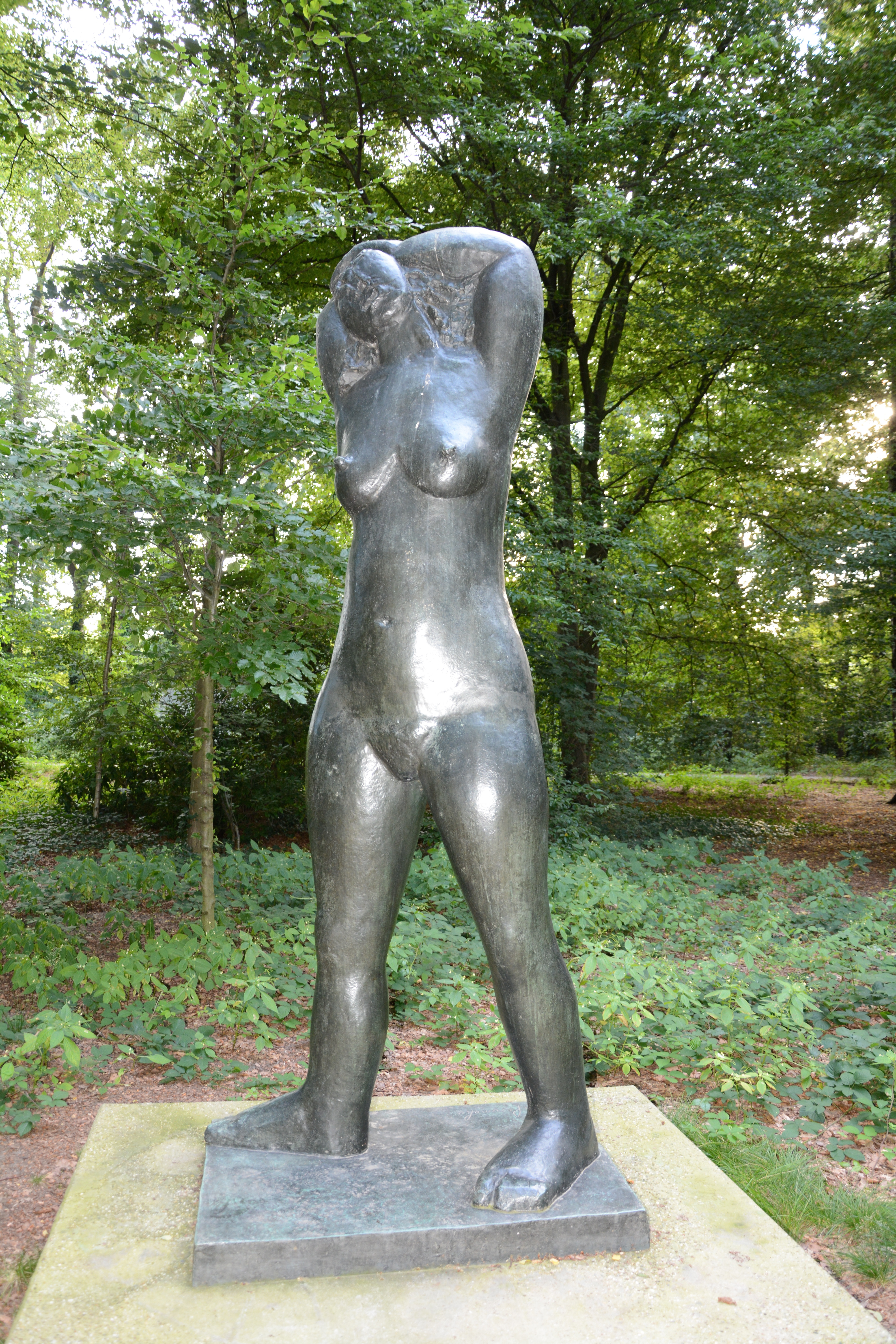
Permeke: Marie-Lou, 1935-1936.

Constant Permeke (Antwerpen, 1886. július 31. – Oostende, 1952. január 4.) belga (flamand) expresszionista festőművész és szobrász.

## Életpályája
Antwerpenben született, ám hatéves korában a családja Oostendébe költözött. Constant a brüsszeli és a genti akadémián tanult. 1909-től a belga impresszionisták vezető csoportjába tartozott (Laethem St-Martinban). Körner Éva írja a stílusáról: "A természeti látvány hatalmas, súlyos formákká való egyszerűsítése és tömörítése, lefojtott, sötét színek jellemzik erőteljes festészetét."
Az 1930-as évek közepétől festészeti stílusához hasonló felfogású szobrokat is készített.

## Emlékezete
Permeke címen Patrick Conrad és Henri Storck készítettek 1985-ben egy dokumentumfilmet.

## Művei

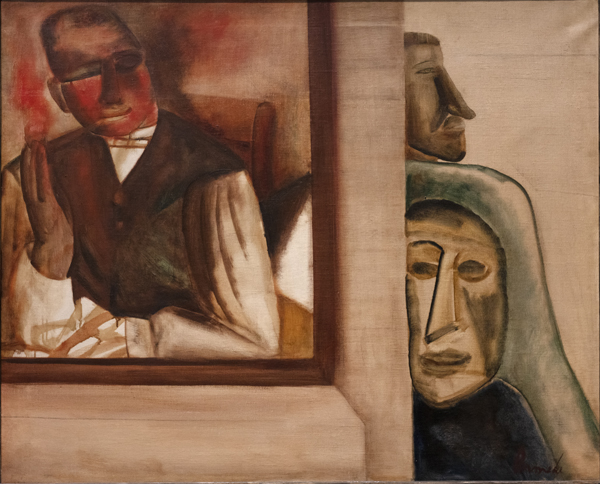
Dohányzó férfi
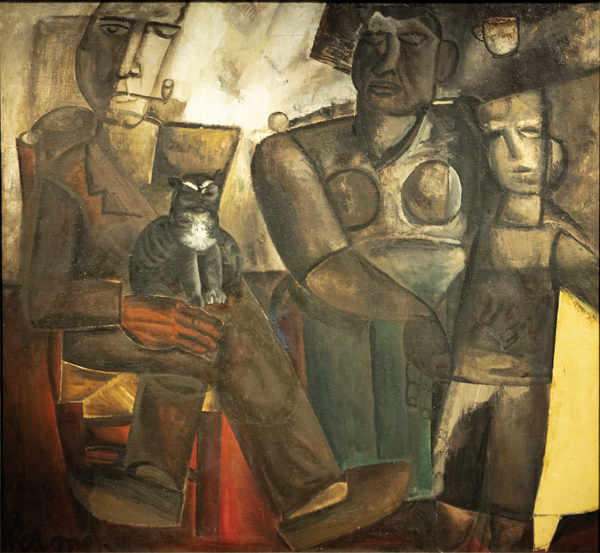
Parasztcsalád macskával (1928)
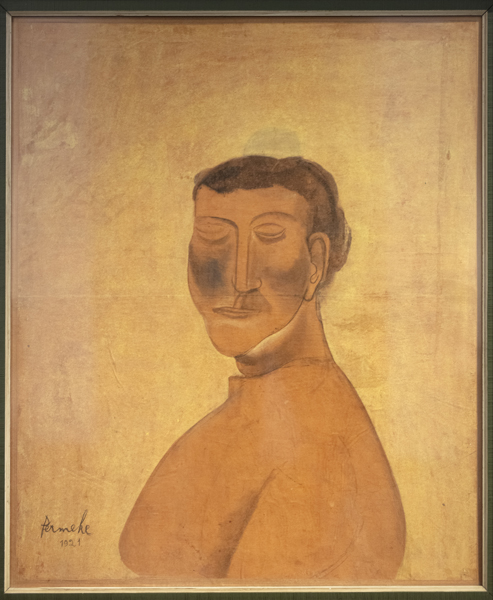
Halászfeleség

## Belga 1000 frankos bankjegy
1997 és 2002 között Constant Permeke portréja szerepelt a belga 1000 frankos bankjegyen.

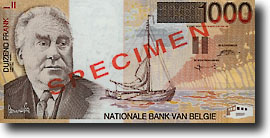
Belga 1000 frankos bankjegy Constant Permeke portréjával.